# 徐鹏航
徐鹏航（1940年11月—）是一位中华人民共和国政府官员。2000年10月，因家人在股票交易中不当得利而被撤职处分。

## 个人简历
湖北省黄梅县人。1958年-1964年就读于湖北农机学院（今湖北工学院）、湖北大学（今中南财经大学）。1983年任中国共产党黄石市市委副书记和市长。1985年-1992年任湖北省副省长。后来担任国家技术监督局局长，国家经贸委常务副主任、中国船舶工业总公司总经理、国防科工委常务副主任等职。曾任中国人民大学、武汉大学兼职教授。并写有一些经济、企业管理方面的书籍。

## 康赛集团事件
康赛集团公司，原名黄石服装厂，是经营出口服装制造的湖北省重点企业。1993年12月，徐鹏航担任国家经贸委副主任期间，康赛的党委书记和总经理张建萍1993年请求他为公司股票上市争取优惠条件。此后直至1996年，徐的妻子和女儿在徐知情的情况下，通过张建萍大量购买康赛公司的内部职工股票。此外，康赛公司于1995年退还徐家用来购买内部股的6万元人民币。1996年8月，康赛公司股票正式上市，徐家将持有的12.1万内部股售给康赛公司，共盈利113万元。1999年12月，徐鹏航听说中纪委正在对此事进行调查，将售股盈利退还康赛。
2000年10月，中共十五届五中全会通过了《中共中央纪律检查委员会关于徐鹏航同志问题的审查报告》，认为他在此事件中以权谋私，撤去其当时第十五届中共中央委员会候补委员、国防科工委副主任的职务，并给予留党察看2年的处分。
2003年，行贿徐鹏航的张建萍因在康赛公司股票上市中以公款炒股，以贪污罪被判有期徒刑10年，没收财产30万元。康赛公司因行贿多名高官，以单位行贿罪被罚款50万元。